# Mouhijärvi
Mouhijärvi là một đô thị của Phần Lan.
Đô thị này tọa lạc tại tỉnh Tây Phần Lan trong vùng Pirkanmaa. Đô thị này có dân số 2.961 người (năm 2003) với diện tích là 268,65 km² trong đó có 14,48 km² là diện tích mặt nước. Mật độ dân số là 11 người trên mỗi km².
Đô thị này chỉ sử dụng tiếng Phần Lan.